# Malacoptila rufa
A Malacoptila rufa a madarak (Aves) osztályának harkályalakúak (Piciformes) rendjébe, ezen belül a bukkófélék (Bucconidae) családjába tartozó faj.

## Rendszerezése
A fajt Johann Baptist von Spix német biológus írta le 1824-ben, a Bucco nembe Bucco rufus néven.

## Alfajai
- Malacoptila rufa brunnescens J. T. Zimmer, 1931
- Malacoptila rufa rufa (von Spix, 1824)[2]

## Előfordulása
Dél-Amerikában, az Amazonas-medencében, Bolívia, Brazília és Peru területén honos. Természetes élőhelyei a szubtrópusi és trópusi síkvidéki esőerdők, mocsári erdők, és szavannák, folyók és patakok környékén. Állandó, nem vonuló faj.

## Megjelenése
Testhossza 18 centiméter, testtömege 36-44 gramm.

## Természetvédelmi helyzete
Az elterjedési területe rendkívül nagy, egyedszáma ugyan csökken, de még nem éri el a kritikus szintet. A Természetvédelmi Világszövetség Vörös listáján nem fenyegetett fajként szerepel.